# Numerele de înmatriculare auto în Belarus

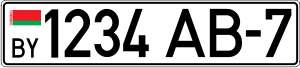
Număr de înmatriculare din Belarus

Numerele de înmatriculare sunt compuse din patru cifre, două litere și o cifră. Cele două litere și ultima cifră indică regiunea din Belarus în care mașina a fost înregistrată.
Lista de județe:
- 0 - Militar
- 1 - Brěst (orașul și regiunea)
- 2 - Gomel (orașul și regiunea)
- 3 - Vitebsk (orașul și regiunea)
- 4 - Hrodna (orașul și regiunea)
- 5 - Minsk (regiunea)
- 6 - Moghilău (orașul și regiunea)
- 7 - Minsk (oraș)